# Molinos de Duero
Molinos de Duero es una localidad y también un municipio de la provincia de Soria, partido judicial de Soria, comunidad autónoma de Castilla y León, España.
Pertenece a la comarca de Pinares.
Desde el punto de vista jerárquico de la Iglesia católica forma parte de la Diócesis de Osma. la cual, a su vez, pertenece a la Archidiócesis de Burgos.

## Historia
A la caída del Antiguo Régimen la localidad se constituye en municipio constitucional en la región de Castilla la Vieja, partido de Soria que en el censo de 1842 contaba con 44 hogares y 170 vecinos.

## Geografía

### Medio ambiente
En su término e incluidos en la Red Natura 2000 los siguientes lugares:
- Lugar de Interés Comunitario conocido como Riberas del Río Duero y afluentes, ocupando 11 hectáreas, el 1 % de su término.[4]

## Geografía humana

### Demografía
Cuenta con una población de 158 habitantes (INE 2024).
| Gráfica de evolución demográfica de Molinos de Duero entre 1842 y 2021                                                |
| |
| Población de derecho según los censos de población del INE. Población de hecho según los censos de población del INE. |

### Economía

#### Evolución de la deuda viva
El concepto de deuda viva contempla sólo las deudas con cajas y bancos relativas a créditos financieros, valores de renta fija y préstamos o créditos transferidos a terceros, excluyéndose, por tanto, la deuda comercial.
| Gráfica de evolución de la deuda viva del ayuntamiento entre 2008 y 2014                             |
| |
| Deuda viva del ayuntamiento en miles de Euros según datos del Ministerio de Hacienda y Ad. Públicas. |

## Monumentos y lugares de interés

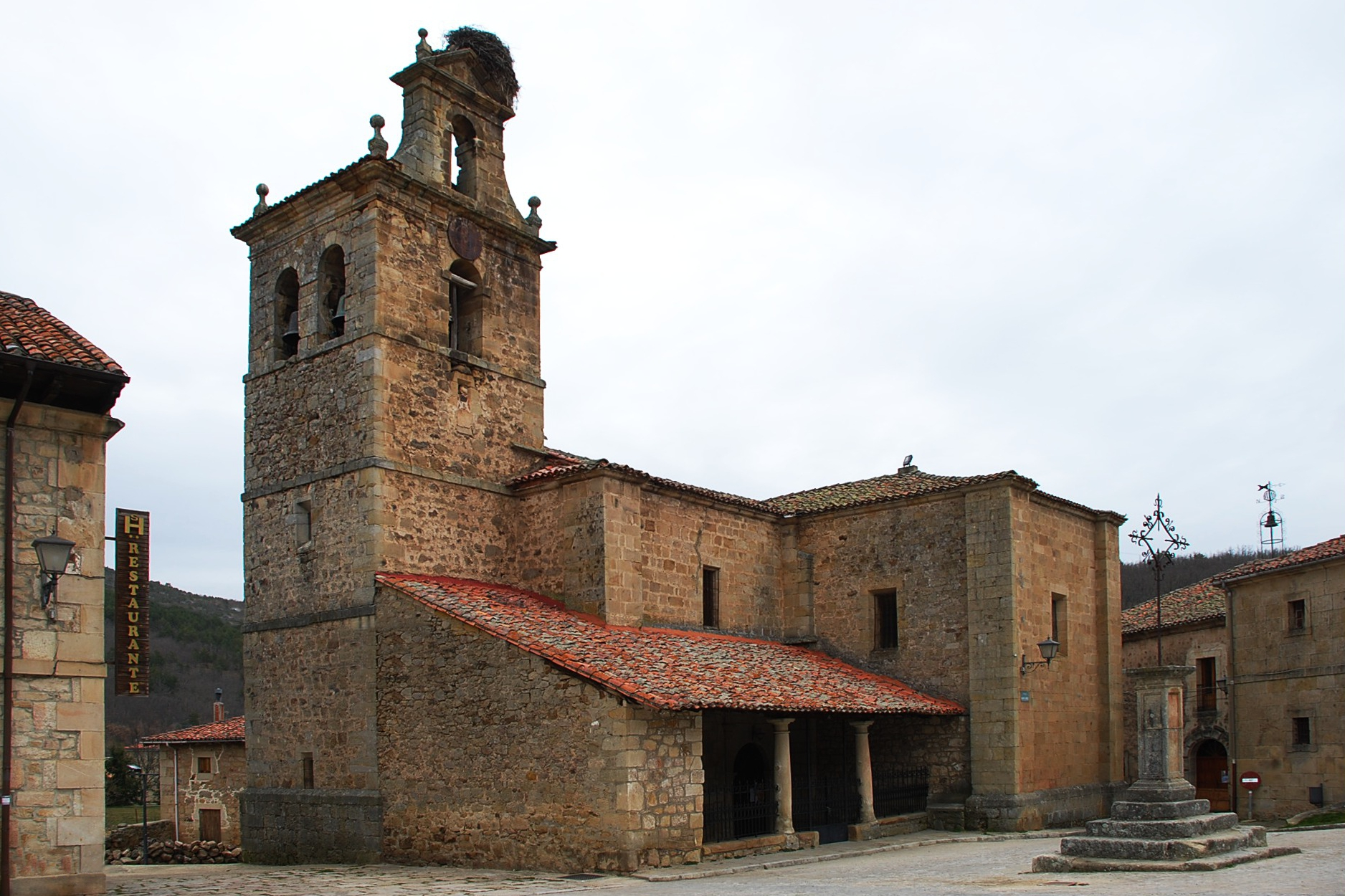
Iglesia de San Martín de Tours.

Uno de los edificios más emblemáticos del pueblo es su Iglesia Parroquial de San Martín de Tours, patrono del pueblo. Es la única gótica soriana con planta de cruz griega junto con la de Montenegro de Cameros. Se tiene en pie desde finales del siglo XVI aunque tiene añadidos del siglo XVII. Consta de un bello interior con un coro con órgano neoclásico de 1808, bóvedas de crucería con combados y retablos barrocos en su mayoría.
Cabe destacar también su ayuntamiento, antiguo pósito comarcal piadoso construido en 1789. En su fachada resalta la estatua del patrón San Martín a caballo.
Otro edificio emblemático del pueblo es la Real Posada de la Mesta, joya arquitectónica reproducida en el Pueblo Español de Barcelona como modelo de la construcción tradicional soriana.
Destacan sus casonas de piedra conocidas como casonas carreteras construidas entre los siglos XVII y principios del XX, las primeras con entrada principal con dintel recto en dos piezas y la restantes con arco de medio punto. A veces presentan forja cerrando los balcones.